# Étourvy
Étourvy é uma comuna francesa na região administrativa de Grande Leste, no departamento de Aube. Estende-se por uma área de 15,41 km². Em 2010 a comuna tinha 175 habitantes (densidade: 11,4 hab./km²).